# S-Klasse (1932)
| S-Klasse                    | S-Klasse | S-Klasse |
| --------------------------- | --- | --- |
| HMS Saracen im Juli 1942    | | |
| Allgemeine Daten            | | |
| Schiffstyp:                 | U-Boot | U-Boot |
| Marinen:                    | Royal Navy Niederländische Marine (1) Sowjetische Marine (1) Israelische Marine (2) Portugiesische Marine (3) Marine Nationale (4) | Royal Navy Niederländische Marine (1) Sowjetische Marine (1) Israelische Marine (2) Portugiesische Marine (3) Marine Nationale (4) |
| Bauwerften:                 | Cammell Laird (Birkenhead) Chatham Dockyard (Chatham) Scotts SB & Eng. (Greenock) Vickers-Armstrongs (Barrow-in-Furness)           | Cammell Laird (Birkenhead) Chatham Dockyard (Chatham) Scotts SB & Eng. (Greenock) Vickers-Armstrongs (Barrow-in-Furness)           |
| Einheiten:                  | 62 | 62 |
| Technische Daten (Gruppe 3) | | |
| Besatzung:                  | 48 Mann | 48 Mann |
| Verdrängung:                | aufgetaucht: 814 – 872 ts getaucht: 990 ts                                                                                         | aufgetaucht: 814 – 872 ts getaucht: 990 ts                                                                                         |
| Länge:                      | 66,1 m | 66,1 m |
| Breite:                     | 7,2 m | 7,2 m |
| Tiefgang:                   | 3,4 m | 3,4 m |
| Antrieb:                    | Dieselmotoren: 1900 PS (1420 kW) Elektromotoren: 1300 PS (969 kW)                                                                  | Dieselmotoren: 1900 PS (1420 kW) Elektromotoren: 1300 PS (969 kW)                                                                  |
| Geschwindigkeit:            | aufgetaucht: 15 kn (28 km/h) getaucht: 10 kn (19 km/h)                                                                             | aufgetaucht: 15 kn (28 km/h) getaucht: 10 kn (19 km/h)                                                                             |
| Fahrbereich:                | 6000 NM (11112 km) bei 10 kn aufgetaucht                                                                                           | 6000 NM (11112 km) bei 10 kn aufgetaucht                                                                                           |
| Tauchtiefe:                 | 110 m | 110 m |
| Alarmtauchzeit:             | 25–30 Sekunden | |
| Bewaffnung (Gruppe 3)       | | |
| Artillerie:                 | 1 × 3″-L/50-(76-mm)-Deckgeschütz                                                                                                   | 1 × 3″-L/50-(76-mm)-Deckgeschütz                                                                                                   |
| Flugabwehr:                 | 1 × 20-mm-Flak 3 × .303″-(7,7-mm)-MG                                                                                               | 1 × 20-mm-Flak 3 × .303″-(7,7-mm)-MG                                                                                               |
| Torpedos:                   | 6 × 21″-(533-mm)-Rohre im Bug ein externes 21″-Rohr - 13 Torpedos oder Seeminen                                                    | 6 × 21″-(533-mm)-Rohre im Bug ein externes 21″-Rohr - 13 Torpedos oder Seeminen                                                    |

Die S-Klasse ist die meistgebaute britische U-Boot-Klasse und wurde hauptsächlich im Zweiten Weltkrieg eingesetzt. Die U-Boote wurden von der Royal Navy, aber auch von der niederländischen, sowjetischen, portugiesischen, französischen und israelischen Marine genutzt. Die letzten U-Boote der Klasse wurden erst in der zweiten Hälfte der 1960er Jahre außer Dienst gestellt.

## Baugeschichte
Ende der 1920er-Jahre forderte die britische Marine einen Nachfolger der veralteten H-Klasse. Das geplante mittlere U-Boot war für Einsätze in begrenzten Gewässern wie der Nordsee und dem Mittelmeer gedacht und sollte die positiven Eigenschaften der H-Klasse, wie schnelle Alarmtauchzeit, hohe Manövrierbarkeit unter Wasser und leichte Handhabung beibehalten. Gefordert wurde aber eine höhere Überwassergeschwindigkeit, größere Fahrstrecke und stärkere Bewaffnung.
Der Entwurf der S-Klasse erfüllte die Bedingungen. 1929 wurde der Bauauftrag erteilt.
Bis 1933 wurden vier Boote der ersten Baugruppe fertiggestellt. Danach folgten bis 1937 die acht etwas größeren Boote der zweiten Baugruppe.
Nach dem Beginn des Zweiten Weltkrieges wurde die S-Klasse unter kriegswirtschaftlichen Bedingungen in Großserie gebaut. 1939 wurden fünf, 1940 dreizehn, 1941 fünfzehn, 1942 zwölf und 1943 neun weitere U-Boote der S-Klasse in Auftrag gegeben. Vier Aufträge wurden nach dem Kriegsende annulliert. Die im Krieg gebauten U-Boote waren leistungsfähiger und ihre Produktion war durch den Einsatz vorgefertigter Bauteile und modernerer Arbeitsmethoden effektiver. Die ersten Kriegsneubauten wurden im März 1942 in Dienst gestellt.
Zwischen 1939 und 1942 wurden vier Boote der aus der S-Klasse entwickelten Oruç-Reis-Klasse für die türkische Marine gebaut.

### Bauwerften
Die U-Boote wurden auf vier verschiedenen Werften in England und Schottland gebaut. Zwei U-Boote des dritten Bauloses wurden bei Scott’s auf Kiel gelegt, aber bei Vickers fertiggestellt. Sie werden in der Tabelle Vickers zugerechnet:
| Bauwerft                                           | Gruppe 1 | Gruppe 2 | Gruppe 3 | Gruppe 4 | Gesamt |
| -------------------------------------------------- | -------- | -------- | -------- | -------- | ------ |
| Cammell Laird in Birkenhead                        |          | 3        | 17       | 15       | 35     |
| Chatham Dockyard (Marinewerft Chatham) in Chatham  | 4        | 4        | 3        |          | 11     |
| Scott’s Shipbuilding & Engineering Co. in Greenock |          | 1        | 8        | 2        | 11     |
| Vickers-Armstrongs in Barrow-in-Furness            |          |          | 5        |          | 5      |
|                                                    | 4        | 8        | 33       | 17       | 62     |

### Aktive Einheiten
Zwischen 1933 und dem Kriegsende im September 1945 wurden 60 Einheiten in Dienst gestellt. Bis Dezember 1945 folgten zwei weitere Einheiten. Im Zweiten Weltkrieg gingen 18 U-Boote verloren. Zwei wurden irreparabel beschädigt (siehe Verluste im Zweiten Weltkrieg). Beim Kriegsbeginn 1939 waren zwölf U-Boote im aktiven Dienst der Royal Navy. Nach schweren Verlusten waren zu Beginn des Jahres 1942 nur noch vier S-Boote aktiv. Durch die Kriegsneubauten erholte sich der Bestand ab 1942 recht schnell:
| - 1. Januar 1933: 01 - 1. Januar 1934: 04 - 1. Januar 1935: 06 - 1. Januar 1936: 08 - 1. Januar 1937: 10 - 1. Januar 1938: 11 - 1. Januar 1939: 12 - 1. Januar 1940: 12 - 1. Januar 1941: 05 | - 1. Januar 1942: 04 - 1. Juni 1942: 07 - 1. Januar 1943: 16 - 1. Juni 1943: 19 - 1. Januar 1944: 29 - 1. Juni 1944: 32 - 1. Januar 1945: 38 - 1. Juni 1945: 40 - 1. Januar 1946: 42 |

## Konstruktive Merkmale
Die Boote wurden zwischen 1930 und 1945 in vier Baugruppen gebaut. Die Unterschiede zwischen der dritten und vierten Baugruppe waren gering (Artilleriebewaffnung und Tankgröße), so dass sie oft zu einer Gruppe zusammengefasst werden.
Die zwei Propeller der Satteltank-U-Boote wurden durch einen klassischen Hybridantrieb aus zwei Dieselmotoren für die Überwasserfahrt und zwei Elektromotoren für den Tauchbetrieb angetrieben. Während die Unterwasserantriebsleistung bei allen Baugruppen mit 1300 PS (970 kW) gleich blieb, wurde die Überwasserantriebsleistung und die resultierende Geschwindigkeit mit Einführung der dritten Baugruppe gesteigert. HMS Sunfish besaß als einzige Vorkriegseinheit den verstärkten Dieselantrieb. Die Brennstoffbunker wurden ebenfalls vergrößert, wodurch auch die Fahrstrecke enorm gesteigert werden konnte.
Da die Konstrukteure einen negativen Einfluss auf den Magnetkompass befürchteten, wurden der komplette Kommandoturm und die Periskope britischer U-Boote dieser Zeit aus Bronze gefertigt. Dadurch waren die Sehrohre drei bis fünf Meter kürzer als die stählernen Konstruktionen aller anderen Marinen dieser Zeit, die auf Kreiselkompasse vertrauten. Durch die geringere Periskoptiefe lagen die U-Boote beim Einsatz des Sehrohres höher als deutsche, japanische oder amerikanische Boote. Sie waren dadurch schwerer zu manövrieren und es bestand ein höheres Risiko, dass sie ungewollt die Wasseroberfläche durchbrachen. Des Weiteren ging die amagnetische Konstruktion auf Kosten der Tauchtiefe, denn das höhere Gewicht der Zentrale wurde durch einen leichteren Druckkörper ausgeglichen.
Die U-Boote waren anfangs für eine Tauchtiefe von 95 m konstruiert. Die Rümpfe der im Krieg gebauten U-Boote wurden komplett geschweißt und verstärkt. Die zugesicherte Tauchtiefe konnte auf 110 m gesteigert werden. HMS Stubborn erreichte im Februar 1944 nach einem deutschen Wasserbombenangriff eine Tiefe von 165 m und konnte wieder auftauchen. Bei einem Zerstörungstest wurde 1948 die unbemannte HMS Stoic in 183 m Tiefe zerdrückt. Zum Vergleich hatten die deutschen Typ-VII-C/41-Boote eine Prüfungstauchtiefe von 200 m und eine errechnete theoretische Maximaltauchtiefe von 300 m.
Alle S-Boote waren von Anfang an mit aktiven und passiven akustischen Aufklärungsmitteln wie beispielsweise dem ASDIC-Gerät ausgestattet. Ab 1941 wurden die ersten Radar-Geräte eingebaut.
Die Hauptbewaffnung bestand aus sechs Torpedorohren von 21 inch (Zoll gleich 53,3 cm) Durchmesser im Bug, für die insgesamt zwölf Torpedos mitgeführt wurden. Alternativ war bei allen U-Booten auch der Einsatz von bis zu zwölf Seeminen möglich. Bei den U-Booten der dritten Gruppe wurde ein externes, auf See nicht nachladbares Rohr gleichen Kalibers im Heck montiert. Dadurch stieg die Anzahl der mitgeführten Torpedos auf 13 an. Einige Boote der zweiten Gruppe wurden mit dem zusätzlichen Torpedorohr nachgerüstet. Die Feuerleittechnik der Torpedowaffe war der Ausstattung deutscher und auch US-amerikanischer U-Boote weit unterlegen. Anfangs existierten nicht einmal Nachtzielgeräte. Dieser Nachteil wurde später durch den Einsatz von Radar teilweise ausgeglichen. Die Geräte zur Ermittlung der Feuerlösung waren verglichen mit den ausgefeilten deutschen Zielrechnern primitiv und unzuverlässig. Auch die Steuerung der Torpedos selber war schlechter als die der anderen Marinen. Deshalb mussten britische U-Boote häufig mit dem gesamten Rumpf zielen. Allerdings waren die britischen Aufschlagzünder und die Tiefensteuerung von Anfang an wesentlich zuverlässiger als die deutschen und US-amerikanischen Konstruktionen.
Die Artilleriebewaffnung bestand aus einem 3-Zoll-(76,2-mm)-L/50-Geschütz. Bei den U-Booten der zweiten Baugruppe wurde anfangs eine versenkbare Lafette für das Deckgeschütz genutzt. Diese Konstruktion wurde aber bald wieder entfernt und durch eine feste freistehende Lafette ersetzt. Bei den Einheiten der vierten Gruppe wurde ein 4-Zoll-(102-mm)-L/40-Geschütz in einer Brustwehr vor dem Turm montiert. Aus Gewichtsgründen wurde bei den meisten U-Booten des vierten Bauloses auf das externe Hecktorpedorohr verzichtet.
Als Luftabwehrbewaffnung dienten zwei bis drei 7,7-mm-Maschinengewehre, die vor dem Abtauchen demontiert wurden. Ab 1944 wurde auf einigen Einheiten zusätzlich eine 20-mm-Flugabwehrkanone von Oerlikon-Bührle nachgerüstet. Die Flak wurde auf einer Plattform ähnlich dem „Wintergarten“ der deutschen U-Boote hinter dem Turm montiert.
Die für den Kampf in Asien bestimmten Boote der vierten Baugruppe besaßen neben dem größeren Geschütz auch vergrößerte Treibölbunker und konnten bis zu 98 ts Dieselöl mitführen. Sie transportierten auch mehr Vorräte an Lebensmitteln und Süßwasser. Die räumlichen Verhältnisse auf diesen U-Booten waren derartig beengt, dass Munition sogar unter der Back in der Offiziersmesse gelagert wurde.

### Technische Daten der Baugruppen im Vergleich

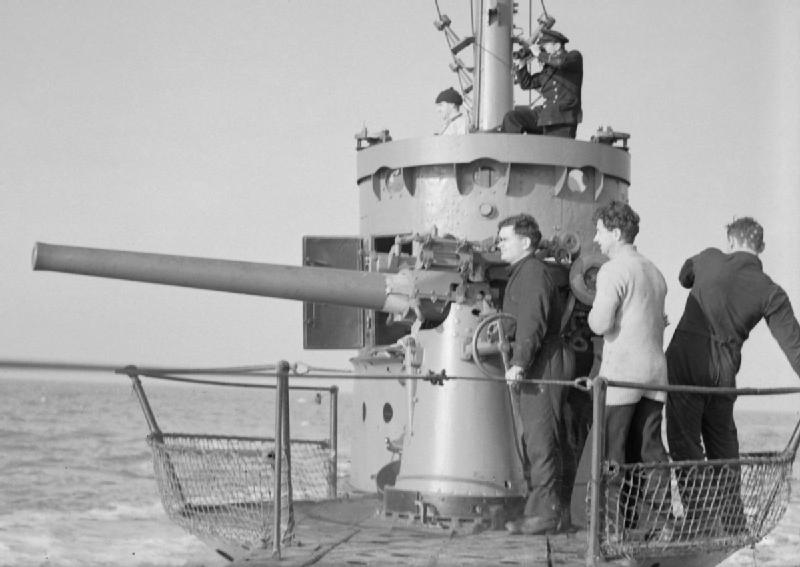
Deckgeschütz der Sunfish 1943

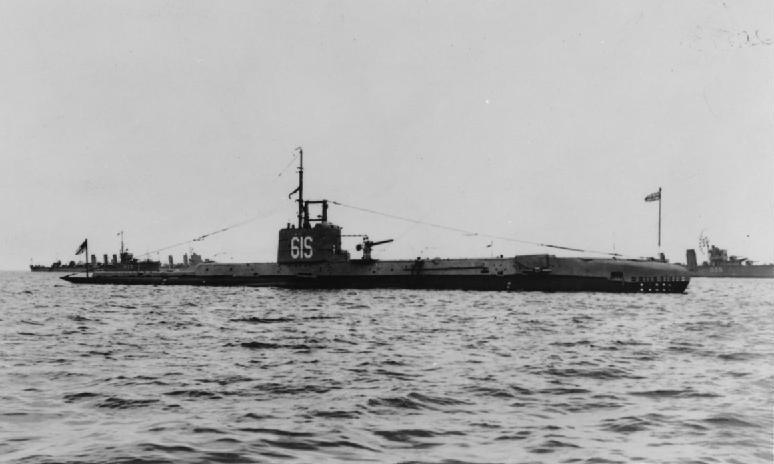
Swordfish 1939

|                                                  | Gruppe 1     | Gruppe 2 | Gruppe 3     | Gruppe 4         |
| ------------------------------------------------ | ------------ | -------- | ------------ | ---------------- |
| Besatzung:                                       | 36 Mann      | 39 Mann  | 48 Mann      | ←                |
| Wasserverdrängung (über Wasser):                 | 730 ts       | 768 ts   | 865 ts       | ←                |
| Wasserverdrängung (getaucht):                    | 927 ts       | 960 ts   | 990 ts       | ←                |
| Länge über alles:                                | 61,70 m      | 63,58 m  | 66,08 m      | ←                |
| Breite (maximal):                                | 7,28 m       | ←        | 7,19 m       | ←                |
| Tiefgang:                                        | 3,4 m        | ←        | ←            | ←                |
| Motorenleistung (aufgetaucht mit Dieselmotoren): | 2 mal 775 PS | ←        | 2 mal 950 PS | ←                |
| Motorenleistung (getaucht mit Elektromotoren):   | 2 mal 650 PS | ←        | ←            | ←                |
| Höchstgeschwindigkeit (über Wasser):             | 13,75 kn     | ←        | 15 kn        | ←                |
| Höchstgeschwindigkeit (unter Wasser):            | 10 kn        | ←        | ←            | ←                |
| Fahrbereich (über Wasser bei 10 kn):             | 3700 NM      | 3800 NM  | 6000 NM      | mehr als 6000 NM |
| Maximale Tauchtiefe (Werksangabe):               | 95 m         | ←        | 110 m        | ←                |
| Deckgeschütz:                                    | 76 mm / L50  | ←        | ←            | 102 mm / L40     |
| Torpedorohre:                                    | 6            | ←        | 7            | 6                |

## Einsatzgeschichte

### 1939
Zum Zeitpunkt des deutschen Überfalls auf Polen am 1. September 1939 verfügte die Royal Navy lediglich über 12 Einheiten der S-Klasse.
Die U-Boote operierten in den ersten Kriegsmonaten hauptsächlich in der Nordsee. Zur ersten Kampfhandlung kam es schon vier Minuten nach dem Auslaufen des anglofranzösischen Ultimatums an Deutschland, dem offiziellen Kriegseintritt Frankreichs und Großbritanniens, als ein deutsches U-Boot am 3. September 11:04 Uhr erfolglos HMS Spearfish mit Torpedos angriff.
Am 14. September griff HMS Sturgeon irrtümlich HMS Swordfish an, verfehlte aber das Schwesterschiff. Da schon am 10. September bei einem gleichartigen Zwischenfall HMS Oxley (O-Klasse) verloren ging, vergrößerte die Admiralität anschließend die Abstände der Patrouillengebiete britischer U-Boote von ursprünglich 4 Seemeilen auf 16 Seemeilen.
Am 20. November 1939 versenkte HMS Sturgeon das deutsche Vorpostenboot V-209 / Gauleiter Telschow. Das war der erste Kampferfolg eines britischen U-Bootes im Zweiten Weltkrieg. Am 4. Dezember versenkte HMS Salmon das deutsche U-Boot U 36. Auf derselben Fahrt torpedierte und beschädigte die Salmon am 13. Dezember 1939 die Leichten Kreuzer Nürnberg und Leipzig, die danach mehrere Monate lang nicht eingesetzt werden konnten.

### 1940–1941
Sieben Monate nach dem Sieg gegen Polen beendete Deutschland durch die Landung in Nordeuropa am 10. April und die Invasion in Westeuropa am 10. Mai die Phase des Sitzkrieges. Die S-Klasse-Boote nahmen an den umfangreichen Abwehrmaßnahmen gegen die deutschen Landungskräfte in Norwegen teil. Einer der wichtigsten Erfolge gegen die Invasionsflotte war sicherlich der Torpedoangriff von HMS Spearfish gegen den schweren Kreuzer Lützow am 11. April. Das deutsche Westentaschenschlachtschiff wurde schwer beschädigt, entging nur knapp einem Totalverlust und war für fast ein Jahr außer Gefecht gesetzt.
Nach der französischen Niederlage am 22. Juni 1940 erweiterte sich das Operationsgebiet der S-Klasse-U-Boote auf die Biskaya. Das Jahr 1940 war für die U-Boote der S-Klasse das verlustreichste des Krieges. Von zwölf einsatzbereiten Einheiten gingen sieben verloren. Im Februar 1941 gab es einen weiteren Verlust, sodass bis März 1942 nur noch vier Einheiten zur Verfügung standen.

### 1942–1943
Im Frühjahr 1942 wurden die ersten Kriegsneubauten in Dienst gestellt. Seit diesem Zeitpunkt kam es zu kontinuierlichen Zuläufen, die trotz weiterer Verluste nach kurzer Zeit die Anzahl der einsatzbereiten Boote über den Vorkriegsstand ansteigen ließen (siehe Aktive Einheiten). Ein U-Boot der ersten Baugruppe wurde im Oktober 1943 an die niederländische Marine verliehen.
Neben den bisherigen Einsätzen in der Nordsee und der Biscaya wurden die neugebauten U-Boote jetzt verstärkt im Mittelmeer gegen Nachschublinien der Achsenmächte im Krieg in Nordafrika eingesetzt. Die Basen der Boote lagen in Gibraltar im Westen, auf der belagerten Insel Malta im zentralen Mittelmeer und in Ägypten im Osten. Gegen die häufig unzureichend geschützten italienischen Transportschiffe gelangen viele Versenkungen aufgetaucht mit dem Deckgeschütz. Durch den Einsatz der britischen U-Boote war die Achse gezwungen, gesicherte Geleitzüge zu bilden. Die ständigen Nachschubprobleme der italienischen und deutschen Kräfte in Nordafrika sind auch auf den erfolgreichen Einsatz britischer Jagd-U-Boote der S-Klasse zurückzuführen.
Am 30. April 1943 wurde von Bord der Seraph im Rahmen der streng geheimen Operation Mincemeat eine männliche Leiche vor der südspanischen Küste ins Meer geworfen. Der als britischer Marineoffizier verkleidete Tote trug gefälschte Geheimpapiere, welche die deutsche Abwehr überzeugen sollten, dass die bevorstehende alliierte Landung in Südeuropa auf dem Balkan stattfinden sollte.
Am 23. September 1943 transportierten S- und T-Klasse-Boote britische Kleinst-U-Boote der X-Klasse vor den nordnorwegischen Altafjord. Ziel der Operation Source waren die deutschen Schlachtschiffe Tirpitz und Scharnhorst. Die Tirpitz wurde von der X 7 und mindestens einem weiteren Kleinst-U-Boot vermint und schwer beschädigt.
Nach der Kapitulation der deutsch/italienischen Einheiten in Nordafrika im Mai 1943 und der folgenden alliierten Invasion in Süditalien im Juli schied Italien am 8. September 1943 aus der Achse aus. Das Kampfgebiet der britischen U-Boote im Mittelmeer konzentrierte sich deshalb in den folgenden Monaten im nordöstlichen Teil des Mittelmeeres vor den weiterhin deutsch besetzten griechischen Inseln.

### 1944–1945
Im Februar 1944 versenkte die HMS Sportsman vor Kreta den deutschen Transporter Petrella. An Bord befanden sich fast 3200 italienische Kriegsgefangene, von denen 2670 den Tod fanden. Die Verluste waren wahrscheinlich so hoch, weil die deutschen Wachmannschaften die Gefangenenräume nicht öffneten und die Gefangenen gewaltsam an der Flucht hinderten. Die Tragödie gilt als die größte Schiffskatastrophe in der Geschichte des Mittelmeeres.
Neben den Einsätzen im Mittelmeer operierten S-Klasse-U-Boote auch weiter in der Nordsee. Bei einem erfolgreichen Einsatz transportierte HMS Sceptre im September 1944 die X 24 nach Bergen, wo das Klein-U-Boot ein großes Schwimmdock versenkte.
Die inzwischen in großer Stückzahl vorhandenen U-Boote wurden aber nicht mehr nur für reine Kampfaufgaben genutzt. HMS Satyr und HMS Sceptre wurden 1944/45 entwaffnet, um sie leichter und schneller zu machen. Außerdem erhielten sie eine Schnorchelattrappe. Die U-Boote dienten der Marine als Übungsziele für die U-Jagd.
Im Juni 1944 wurde HMS Sunfish an die verbündete Sowjetunion übergeben. Auf dem Marsch nach Murmansk in Nordrussland wurde das U-Boot von einem britischen Bomber mit einem feindlichen U-Boot verwechselt und versenkt.
Nach den alliierten Siegen in Nordafrika und Süditalien wurden immer mehr S-Boote zum asiatischen Kriegsschauplatz transferiert, wo sie auf Basen in Ceylon und Britisch-Indien stationiert wurden. Die Boote der vierten Baugruppe waren mit ihren vergrößerten Brennstofftanks speziell für den Einsatz in Asien konzipiert.
Die Kaiserlich Japanische Marine war in den großen See-Luft-Schlachten von Midway (1942), Guadalcanal (1943) und Leyte (1944) massiv dezimiert worden. Auch ohne die empfindlichen Verluste wären die Japaner wohl kaum in der Lage gewesen, ihre lebensnotwendigen, aber überdehnten Nachschublinien im Pazifischen und Indischen Ozean ausreichend gegen alliierte U-Boot-Angriffe zu schützen, denn auch die japanische Handelsschifffahrt war dem Kollaps nahe. Bis Ende 1943 waren über 3 Millionen BRT japanischer Schiffsraum vernichtet worden. Die Japaner mussten oftmals auf kleine, langsame, hölzerne Küstensegler zurückgreifen, die in flachen Küstengewässern fuhren, wo sie für die großen US-amerikanischen Hochsee-U-Boote nur schwer erreichbar waren.
Die kleinen agilen S-Boote und ähnliche niederländische U-Boote ergänzten die großen Hochseeboote. Sie operierten hauptsächlich in der Andamanensee vor Birma, Siam, Malaya und Sumatra (Niederländisch-Indien), der Malakkastraße vor Singapur und Penang und in der Javasee in flachen Gewässern innerhalb der 10-Faden-Grenze (18 m Wassertiefe).
Bei sehr vielen Angriffen auf die großteils ungeschützten japanischen und thailändischen Transporter konnten die S-Boote auf den Einsatz von Torpedos verzichten und die meist wehrlosen Schiffe aufgetaucht mit dem Deckgeschütz oder mit den Sprengkapseln ihrer Enterkommandos versenken. Bei einem dieser häufigen Angriffe versenkte HMS Stubborn am 25. Juli 1945 ein japanisches Patrouillenboot in der Javasee. Der Kommandant des britischen U-Bootes, Albert-George Davies, befahl die Erschießung der japanischen Überlebenden. Der Mordbefehl konnte aber nicht erfüllt werden, weil ein japanisches Flugzeug das U-Boot zum Abtauchen zwang.
Am 18. August 1945, drei Tage nach der Kapitulation Japans, versenkte HMS Statesman in der Malakkastraße ein treibendes japanisches Wrack mit Torpedos. Das war wahrscheinlich der letzte Torpedoangriff eines U-Bootes im Zweiten Weltkrieg. Seitdem kam es im realen Kriegseinsatz nur zu zwei weiteren erfolgreichen U-Boot-Torpedoangriffen. Im Bangladesch-Krieg versenkte das pakistanische U-Boot Hangor am 9. Dezember 1971 die indische Fregatte Khukri und im Falklandkrieg versenkte das britische Atom-U-Boot Conqueror am 2. Mai 1982 den argentinischen Kreuzer General Belgrano.

### Nach 1945
Nach dem Kriegsende wurden viele S-Boote innerhalb weniger Jahre außer Dienst gestellt und verschrottet oder zu Test- und Übungszwecken versenkt. Einige Einheiten blieben bei der Royal Navy bis zu Beginn der 1960er-Jahre im Dienst. Die letzte aktive britische Einheit war die 1962 außer Dienst gestellte und 1966 verschrottete HMS Sea Devil.
Insgesamt neun U-Boote wurden an verbündete Nationen weitergegeben:
- Die portugiesische Marine übernahm 1948 drei S-Klasse-U-Boote der Gruppe 4. Die letzte Einheit wurde 1969 außer Dienst gestellt.

| Royal Navy | Armada Portuguesa (Portugiesische Marine) | Armada Portuguesa (Portugiesische Marine) |                                                              |
| Saga       | S 161                                     | Náutilo                                   | Am 11. Oktober 1948 an Portugal, 1969 außer Dienst gestellt. |
| Spearhead  | S 162                                     | Neptuno                                   | Im August 1948 an Portugal, 1967 verschrottet.               |
| Spur       | S 160                                     | Narval                                    | 1948 an Portugal, 1969 außer Dienst gestellt.                |

- Die Marine Nationale übernahm 1951/52 vier S-Klasse-U-Boote der Gruppe 3. Ein Boot ging 1952 auf See verloren. Die restlichen drei Einheiten wurden zwischen 1958 und 1961 an Großbritannien zurückgegeben und dort anschließend verschrottet.

| Royal Navy | Marine nationale française (Französische Marine) | |
| Satyr      | Saphir                                           | Im Februar 1952 an Frankreich, im August 1961 zurück zur Royal Navy, im April 1962 zur Verschrottung verkauft. |
| Spiteful   | Sirène                                           | Am 25. Januar 1952 an Frankreich, im November 1958 zurück zur Royal Navy, 1963 verschrottet.                   |
| Sportsman  | Sibylle                                          | 1951 an Frankreich, am 23. September 1952 gesunken.                                                            |
| Statesman  | Sultane                                          | 1952 an Frankreich, im November 1959 zurück zur Royal Navy, 1961 zur Verschrottung verkauft.                   |

- Die israelische Marine erhielt 1958 zwei S-Klasse-U-Boote der Gruppe 4. Das letzte Boot wurde 1972 verschrottet.

| Royal Navy | חיל הים הישראלי (Israelische Marine) |                                             |
| Sanguine   | Rahav (רחב)                          | 1958 an Israel, 1968 außer Dienst gestellt. |
| Springer   | Tanin                                | 1958 an Israel, 1972 außer Dienst gestellt. |

## Verluste im Zweiten Weltkrieg
Von 62 gebauten Einheiten der Klasse gingen 17 U-Boote im Krieg durch Feindeinwirkung verloren. Zwei weitere Boote wurden bei Kampfhandlungen so schwer beschädigt, dass sie nicht mehr repariert wurden. Ein U-Boot wurde irrtümlich durch eigene Flugzeuge versenkt.
| Boot        | Datum             | Bemerkung |
| ----------- | ----------------- | --- |
| Seahorse    | 7. Januar 1940    | Wahrscheinlich nordwestlich von Helgoland durch deutsche Wasserbomben versenkt, keine Überlebenden. |
| Starfish    | 9. Januar 1940    | Bei Helgoland durch deutsche Wasserbomben versenkt, gesamte Besatzung ging in deutsche Kriegsgefangenschaft. |
| Sterlet     | 18. April 1940    | Vermutlich im Skagerrak von den deutschen U-Jägern UJ-125, UJ-126 und UJ-128 versenkt, keine Überlebenden. |
| Shark       | 6. Juli 1940      | Von deutschen Flugzeugen vor Norwegen angegriffen und schwer beschädigt, 2 Tote und 19 Verwundete, anschließend Kapitulation. Von deutschen Hilfsminensuchern abgeschleppt, aber gesunken. Die Überlebenden gingen in deutsche Kriegsgefangenschaft.                                       |
| Salmon      | 16. Juli 1940     | In der Nordsee vermisst, wahrscheinlich auf deutsche Seemine gelaufen, keine Überlebenden. |
| Spearfish   | 1. August 1940    | Von dem deutschen U-Boot U 34 nordöstlich Aberdeen torpediert, ein einziger Überlebender. |
| Swordfish   | 16. November 1940 | In der Biskaya vermisst, vermutlich auf deutsche Seemine gelaufen, keine Überlebenden. |
| Snapper     | 12. Februar 1941  | In der Biskaya vermisst, keine Überlebenden. |
| P222        | 12. Dezember 1942 | Im Mittelmeer vermisst, wahrscheinlich von dem italienischen Torpedoboot Fortunale südöstlich von Capri mit Wasserbomben versenkt, keine Überlebenden. |
| Splendid    | 21. April 1943    | Von dem deutschen Zerstörer ZG 3 Hermes südlich von Capri mit Wasserbomben versenkt. 30 Besatzungsmitglieder konnten von dem Zerstörer gerettet werden. 18 Männer fanden den Tod. |
| Sahib       | 24. April 1943    | Gemeinsam von den italienischen Korvetten Gabbiano, Climene, Euterpe schwer beschädigt und anschließend von einer deutschen Ju 88 der II. Gruppe des Lehrgeschwaders 1 nordöstlich von Sizilien mit Wasserbomben versenkt.                                                                 |
| Saracen     | 14. August 1943   | Vor Bastia / Korsika von den italienischen Korvetten Minerva und Euterpe mit Wasserbomben schwer beschädigt. Die Besatzung konnte das sinkende U-Boot verlassen und geriet in italienische Kriegsgefangenschaft.                                                                           |
| Simoom      | 19. November 1943 | Im östlichen Mittelmeer vermisst, wahrscheinlich auf Seemine gelaufen, keine Überlebenden. |
| Sickle      | 18. Januar 1944   | Vor Griechenland vermisst, wahrscheinlich auf Seemine gelaufen, keine Überlebenden. |
| Stonehenge  | 22. März 1944     | Zwischen Sumatra und den Nikobaren vermisst, keine Überlebenden. |
| Syrtis      | 28. März 1944     | Bei Bodø / Norwegen auf deutsche Seemine gelaufen, keine Überlebenden. |
| Sunfish     | 27. Juli 1944     | An die Sowjetunion übergeben. Auf dem Weg nach Murmansk irrtümlich von einer britischen Liberator mit Bomben versenkt, keine Überlebenden. |
| Stratagem   | 22. November 1944 | In der Malakka-Straße von japanischen Wasserbomben versenkt. Zehn Mann konnten sich retten und gerieten in japanische Hand. Lediglich drei Männer überlebten die Kriegsgefangenschaft. |
| Shakespeare | 3. Januar 1945    | In der Nankauri Straße (Andamanen) bei einem Artillerieduell mit dem japanischen Hilfsminensucher Wa 1 schwer beschädigt. Das japanische Schiff wurde ebenfalls schwer getroffen. Von dem Schwesterboot Stygian nach Ceylon geschleppt, aber nicht mehr repariert und später verschrottet. |
| Strongbow   | 13. Januar 1945   | Vor Port Swettenham (Malaya) von japanischen Geleitschiffen mit Wasserbomben 14 Stunden lang angegriffen und schwer beschädigt. Auf Reparatur wurde verzichtet. |

## Boote des Typs

### Gruppe 1
Zwischen 1930 und 1933 wurden die vier U-Boote der ersten Baugruppe auf der Marinewerft Chatham gebaut. Nach dem ersten in Dienst gestellten Boot wird das Baulos auch als Swordfish-Klasse bezeichnet.

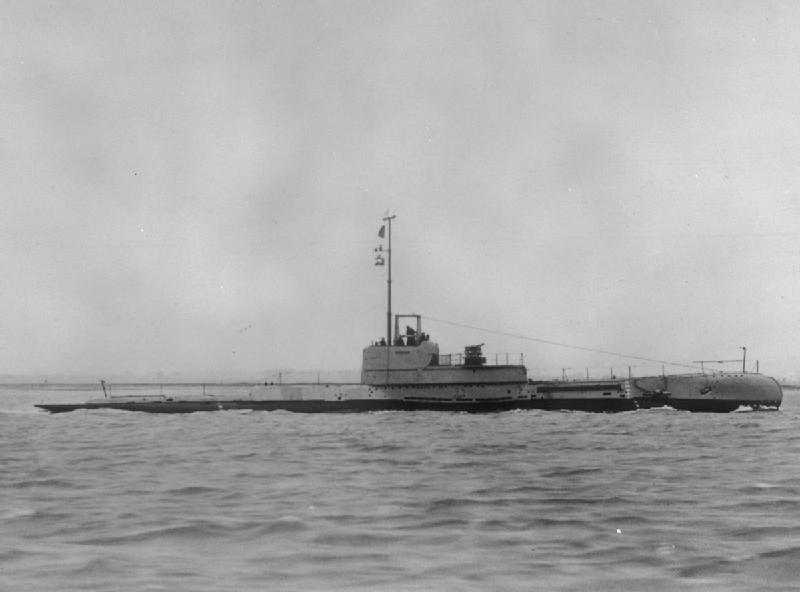
Sturgeon, 1933

Drei Einheiten gingen schon 1940 verloren. Sturgeon wurde 1943 an die niederländische Marine verliehen und bis 1945 unter dem Namen Zeehond betrieben.
| Boot      | #   | Kiellegung         | Indienststellung  | Dienstende       |
| --------- | --- | ------------------ | ----------------- | ---------------- |
| Swordfish | 61S | 1. Dezember 1930   | 28. November 1932 | 7. November 1940 |
| Sturgeon  | 73S | 3. Januar 1931     | 27. Februar 1933  | 1947             |
| Seahorse  | 96S | 14. September 1931 | 2. Oktober 1933   | 7. Januar 1940   |
| Starfish  | 19S | 29. September 1931 | 27. Oktober 1933  | 9. Januar 1940   |

### Gruppe 2
Zwischen 1933 und 1938 wurden die acht U-Boote der zweiten Baugruppe auf drei verschiedenen Werften gebaut. Bei der Marinewerft Chatham liefen vier, bei Cammell Laird drei und bei Scott’s Shipbuilding & Engineering Co. ein Boot vom Stapel. Nach dem ersten in Dienst gestellten Boot wird das Baulos auch als Shark-Klasse bezeichnet.
Fünf U-Boote gingen im Krieg durch Feindeinwirkung verloren. HMS Sunfish wurde an die sowjetische Marine übergeben, aber auf dem Marsch nach Nordrussland durch friendly fire versenkt. Die beiden verbleibenden U-Boote wurden 1945 außer Dienst gestellt und abgebrochen.

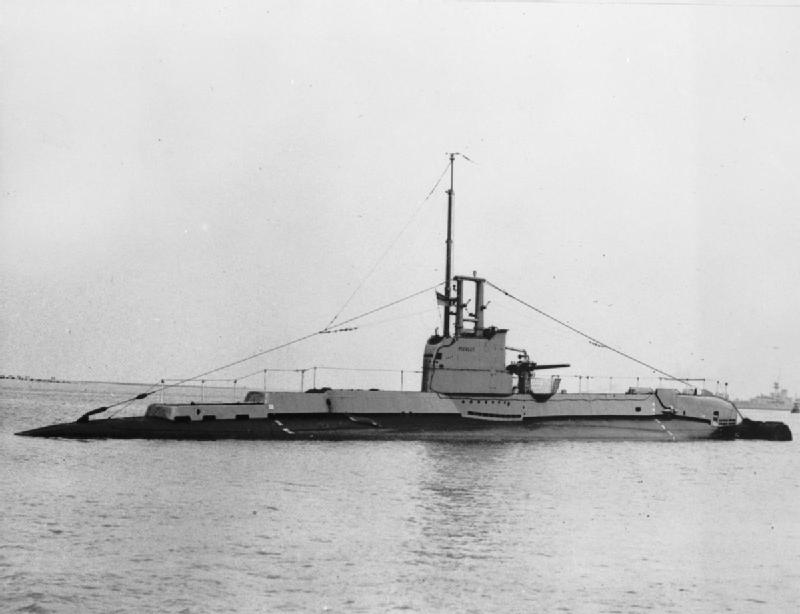
Sterlet, 1938

| Boot      | #    | Bauwerft         | Kiellegung         | Indienststellung  | Dienstende       |
| --------- | ---- | ---------------- | ------------------ | ----------------- | ---------------- |
| Shark     | N54  | Chatham Dockyard | 12. Juni 1933      | 31. Dezember 1934 | 6. Juli 1940     |
| Sealion   | N72  | Cammell Laird    | 16. Mai 1933       | 21. Dezember 1934 | 1945             |
| Salmon    | N65  | Cammell Laird    | 15. Juni 1933      | 8. März 1935      | 16. Juli 1940    |
| Snapper   | N39  | Chatham Dockyard | 18. September 1933 | 14. Juni 1935     | 12. Februar 1941 |
| Seawolf   | N47  | Scott’s          | 25. Mai 1934       | 12. März 1936     | 23. Juni 1945    |
| Spearfish | N69  | Cammell Laird    | 23. Mai 1935       | 11. Dezember 1936 | 1. August 1940   |
| Sunfish   | N81  | Chatham Dockyard | 22. Juli 1935      | 2. Juli 1937      | 27. Juli 1944    |
| Sterlet   | N 22 | Chatham Dockyard | 14. Juli 1936      | 6. April 1938     | 18. April 1940   |

### Gruppe 3
Zwischen 1940 und 1945 wurden auf vier verschiedenen Werften 33 Einheiten der dritten Baugruppe gebaut. Nach dem Typboot wird die Klasse auch als Seraph-Klasse bezeichnet. Bei Cammell Laird wurden 17, bei Vickers-Armstrongs drei, bei der Marinewerft Chatham drei und bei Scott’s Shipbuilding & Engineering Co. acht Boote gebaut. Zwei Boote wurden bei Scott’s auf Kiel gelegt aber von Vickers-Armstrongs fertiggestellt.
Im Zweiten Weltkrieg gingen sieben Boote durch Feindeinwirkung verloren. Zwei Boote wurden während der Kämpfe so sehr beschädigt, dass eine Reparatur nicht mehr lohnte und sie nach Kriegsende verschrottet wurden.
In den 1950er-Jahren wurden vier U-Boote an die französische Marine verliehen. Eines dieser Boote sank 1952 im Mittelmeer.
Einige Boote blieben bis in die 1960er-Jahre im aktiven Dienst.

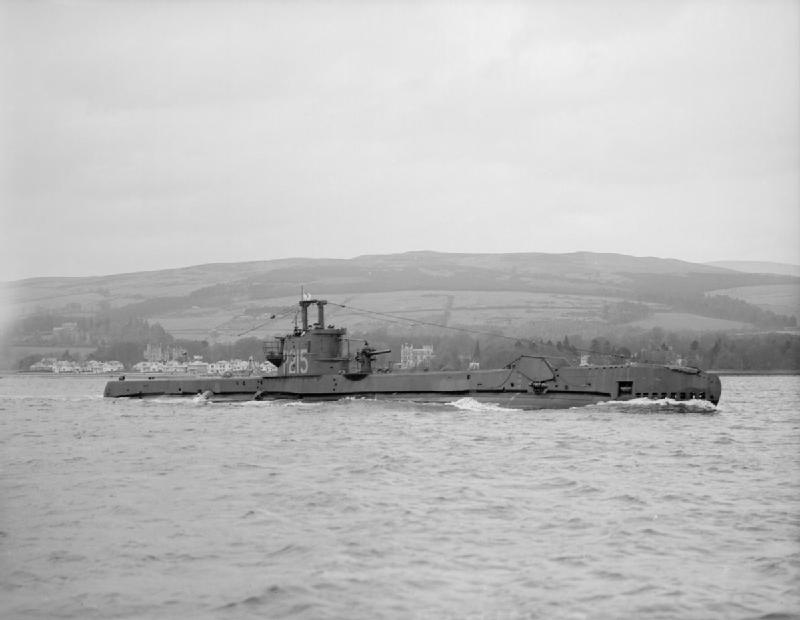
Sceptre, April 1943

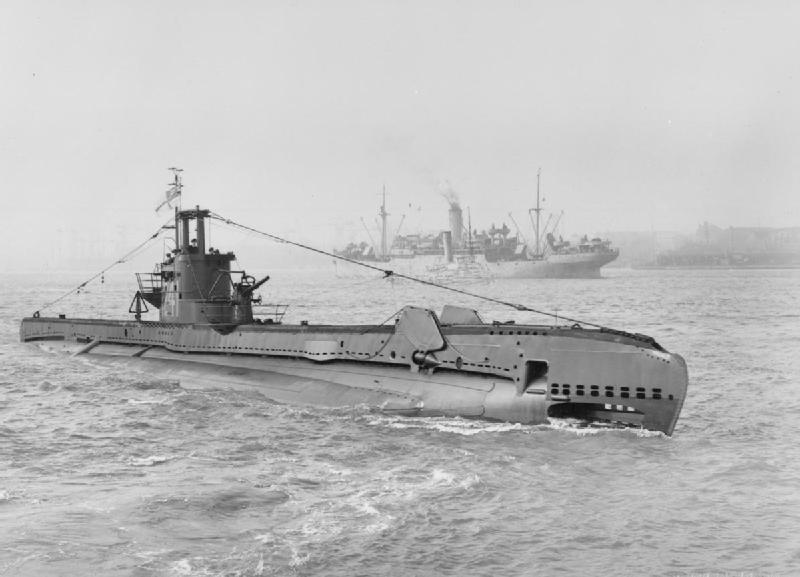
Syrtis, April 1943

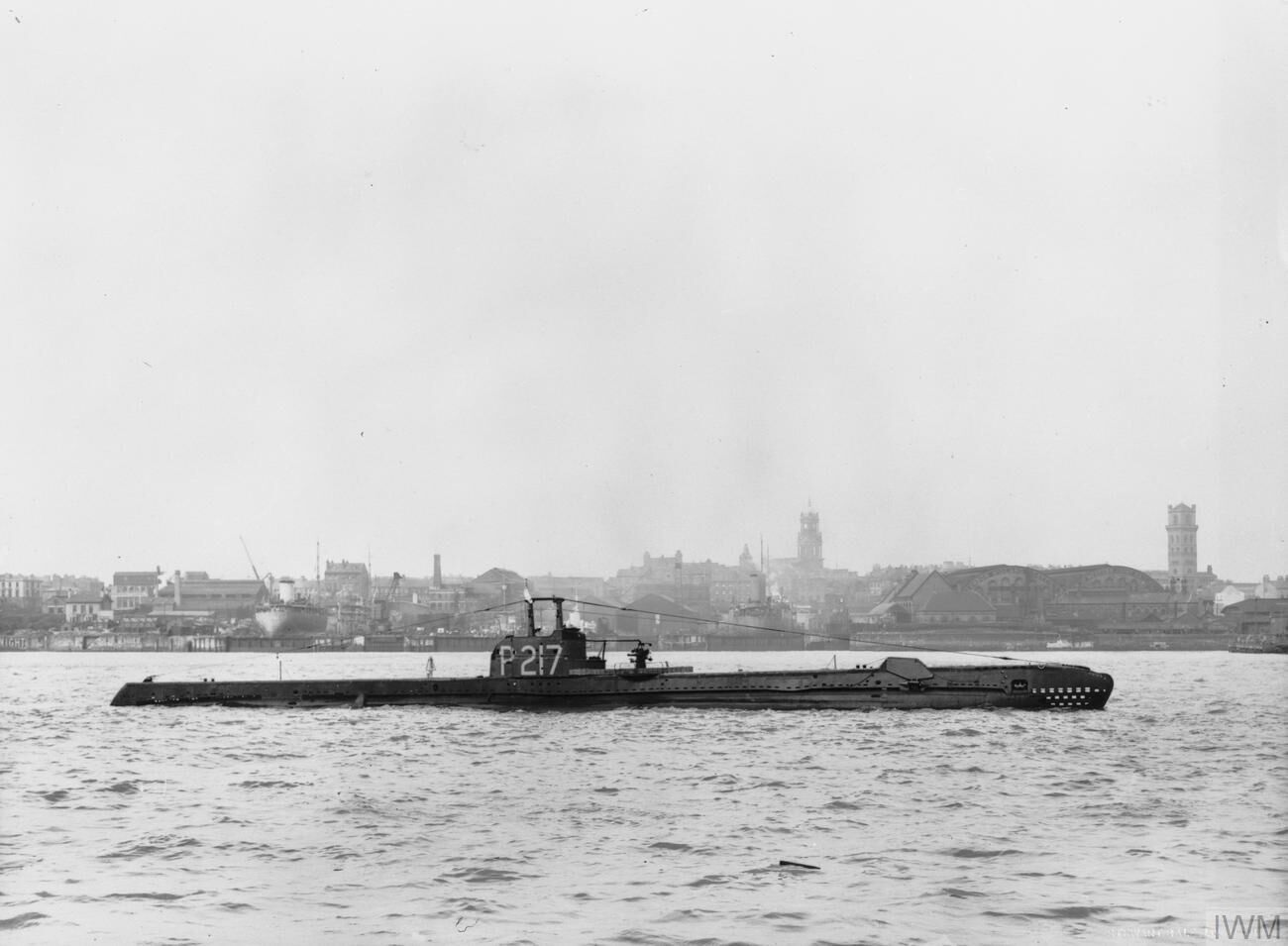
Sibyl, August 1942

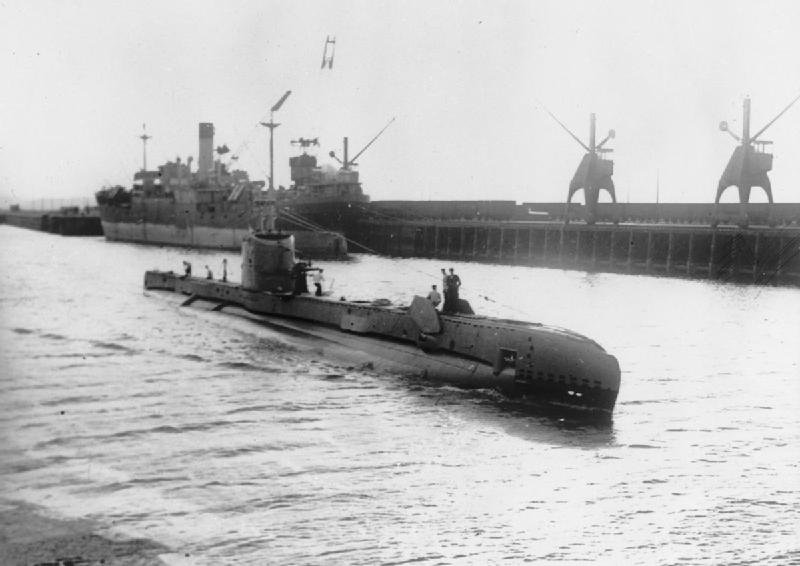
Shakespeare, 6. August 1942

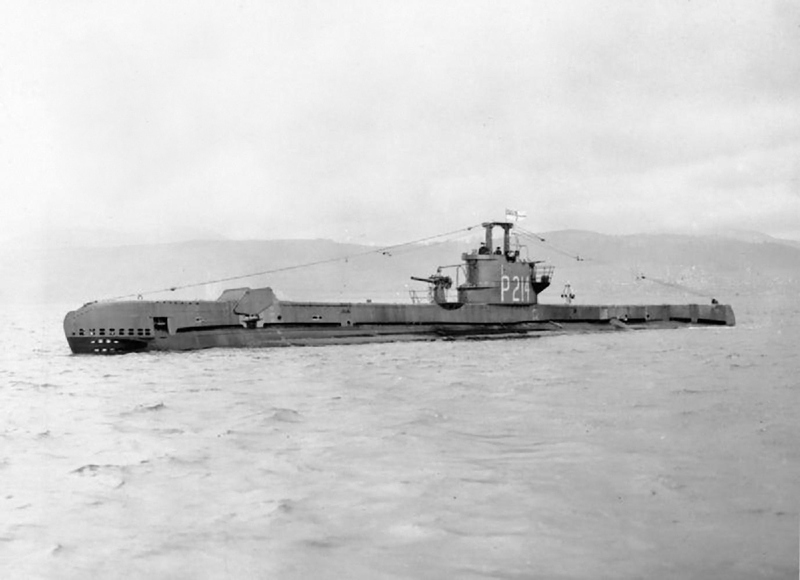
Satyr, 21. Januar 1943

| Boot        | #                   | Bauwerft                                        | Kiellegung         | Indienststellung   | Dienstende         |
| ----------- | ------------------- | ----------------------------------------------- | ------------------ | ------------------ | ------------------ |
| P222        | P222                | Vickers-Armstrongs                              | 10. August 1940    | 4. März 1942       | 12. Dezember 1942  |
| Safari      | P211 (ex P61)       | Cammell Laird                                   | 5. Juni 1940       | 14. März 1942      | 7. Januar 1946     |
| Sahib       | P212 (ex P62)       | Cammell Laird                                   | 5. Juli 1940       | 13. Mai 1942       | 24. April 1943     |
| Seraph      | P219 (ex P69)       | Vickers-Armstrongs                              | 16. August 1940    | 10. Juni 1942      | 1965               |
| Saracen     | P247 (ex P63, P213) | Cammell Laird                                   | 16. Juli 1940      | 27. Juni 1942      | 14. August 1943    |
| Shakespeare | P221 (ex P71)       | Vickers-Armstrongs                              | 13. November 1940  | 10. Juli 1942      | 3. Januar 1945     |
| Splendid    | P228 (ex P78)       | Chatham Docks                                   | 7. März 1941       | 8. August 1942     | 21. April 1943     |
| Sibyl       | P217 (ex P67)       | Cammell Laird                                   | 31. Dezember 1940  | 16. August 1942    | 1948               |
| Sea Dog     | P216 (ex P66)       | Cammell Laird                                   | 31. Dezember 1940  | 24. September 1942 | 1947               |
| Sea Nymph   | P223                | Cammell Laird                                   | 6. Mai 1941        | 3. November 1942   | 1948               |
| Sickle      | P224 (ex P74)       | Cammell Laird                                   | 8. Mai 1941        | 1. Dezember 1942   | 18. Juni 1944      |
| Sportsman   | P229 (ex P79)       | Chatham Docks                                   | 1. Juli 1941       | 21. Dezember 1942  | 23. September 1952 |
| Simoom      | P225 (ex P75)       | Cammell Laird                                   | 14. Juli 1941      | 30. Dezember 1942  | 19. November 1943  |
| Satyr       | P214 (ex P64)       | Scott’s                                         | 8. Juni 1940       | 8. Februar 1943    | 1961               |
| Stubborn    | P238 (ex P88)       | Cammell Laird                                   | 10. September 1941 | 20. Februar 1943   | 1946               |
| Surf        | P239                | Cammell Laird                                   | 1. Februar 1941    | 18. März 1943      | 1949               |
| Sceptre     | P215 (ex P65)       | Scott’s                                         | 25. Juli 1940      | 15. April 1943     | 1949               |
| Syrtis      | P241                | Cammell Laird                                   | 14. Oktober 1941   | 23. April 1943     | 28. März 1944      |
| Stonehenge  | P232                | Cammell Laird                                   | 4. April 1942      | 15. Juni 1943      | 22. März 1944      |
| Stoic       | P231                | Cammell Laird                                   | 18. Juni 1942      | 29. Juni 1943      | 1948               |
| Sea Rover   | P218 (ex P68)       | Scott’s (fertiggestellt bei Vickers-Armstrongs) | 14. April 1941     | 7. Juli 1943       | 1949               |
| Storm       | P233                | Cammell Laird                                   | 23. Juni 1942      | 23. August 1943    | 1949               |
| Sirdar      | P226 (ex P76)       | Scott’s (fertiggestellt bei Vickers-Armstrongs) | 24. April 1941     | 20. September 1943 | 1953               |
| Spiteful    | P227 (ex P77)       | Scott’s                                         | 19. September 1941 | 6. Oktober 1943    | 1963               |
| Stratagem   | P234                | Cammell Laird                                   | 15. April 1942     | 9. Oktober 1943    | 22. November 1944  |
| Spirit      | P245                | Cammell Laird                                   | 27. Oktober 1942   | 25. Oktober 1943   | 1950               |
| Statesman   | P246                | Cammell Laird                                   | 2. November 1942   | 13. Dezember 1943  | 1961               |
| Strongbow   | P235                | Scott’s                                         | 17. April 1942     | 23. Dezember 1943  | Juni 1945          |
| Shalimar    | P242                | Chatham Docks                                   | 17. April 1942     | 22. April 1944     | 1950               |
| Spark       | P236                | Scott’s                                         | 10. Oktober 1942   | 28. April 1944     | 1949               |
| Scythian    | P237                | Scott’s                                         | 21. Februar 1943   | 11. August 1944    | 1960               |
| Scotsman    | P243                | Scott’s                                         | 15. April 1943     | 9. Dezember 1944   | 1964               |
| Sea Devil   | P244                | Scott’s                                         | 5. Mai 1943        | 12. Mai 1945       | 4. Juni 1962       |

### Gruppe 4
Zwischen 1942 und 1945 wurden 17 Einheiten der vierten Baugruppe auf zwei verschiedenen Werften gebaut. Cammell Laird lieferte 15 und Scott’s Shipbuilding & Engineering Co. zwei U-Boote. Bei Cammell Laird waren vier weitere Boote in Auftrag gegeben. Diese Bauaufträge wurden 1945 gestrichen. Nach dem Typboot wird das Baulos auch als Subtle-Klasse bezeichnet.
Nach dem Kriegsende wurden drei U-Boote an die portugiesische und zwei an israelische Marine übergeben, wo sie bis in die 1960er-Jahre im Dienst blieben.

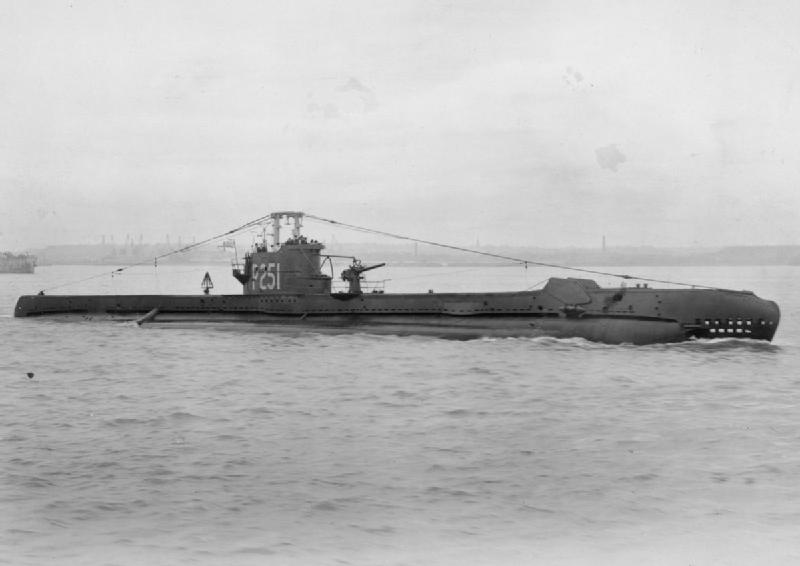
Subtle, 10. April 1944

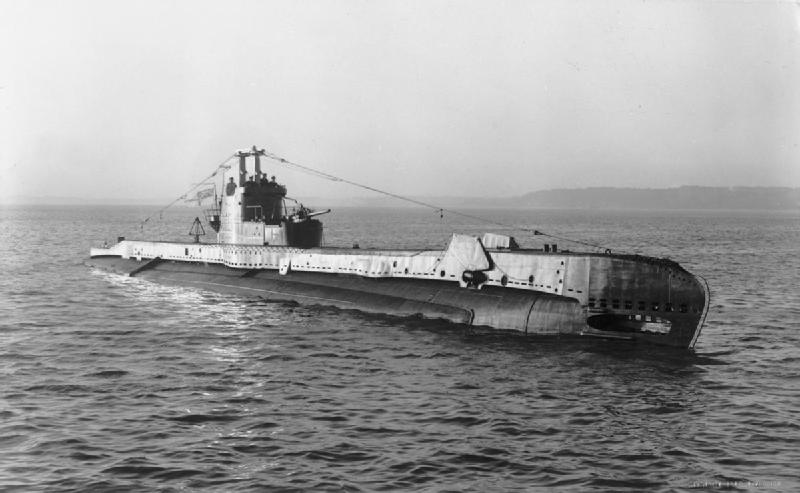
Spur, 10. Februar 1945

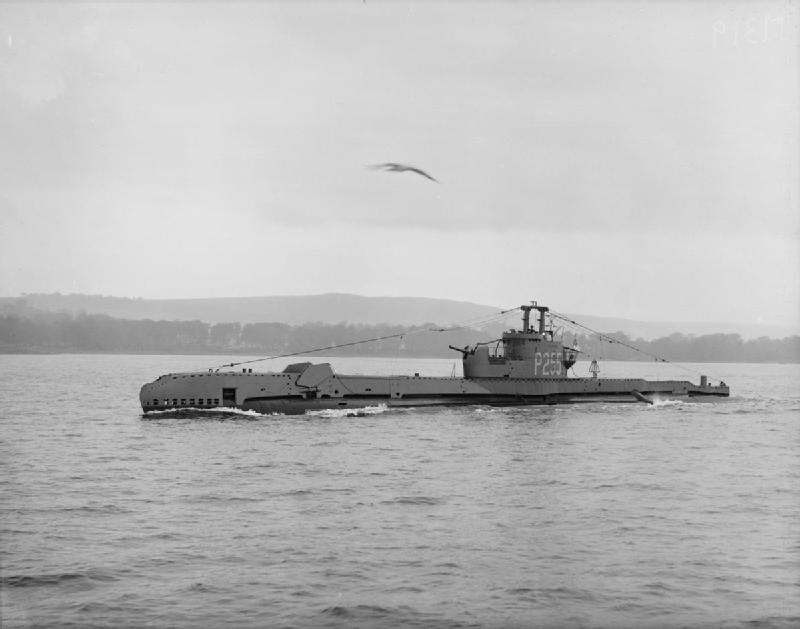
Seneschal, 22. August 1945

| Boot      | #       | Bauwerft      | Kiellegung         | Indienststellung  | Dienstende        |
| --------- | ------- | ------------- | ------------------ | ----------------- | ----------------- |
| Sturdy    | P248    | Cammell Laird | 22. Dezember 1942  | 29. Dezember 1943 | 9. Juli 1955      |
| Stygian   | P249    | Cammell Laird | 6. Januar 1943     | 29. Februar 1944  | 1949              |
| Subtle    | P251    | Cammell Laird | 1. Februar 1943    | 16. April 1944    | 1958              |
| Supreme   | P252    | Cammell Laird | 15. Februar 1943   | 20. Mai 1944      | 1947              |
| Sea Scout | P253    | Cammell Laird | 1. April 1943      | 19. Juni 1944     | September 1962    |
| Selene    | P254    | Cammell Laird | 16. April 1943     | 14. Juli 1944     | 1961              |
| Solent    | P262    | Cammell Laird | 7. Mai 1943        | 7. September 1944 | 1961              |
| Sleuth    | P261    | Cammell Laird | 30. Juni 1943      | 8. Oktober 1944   | 1959              |
| Sidon     | P259    | Cammell Laird | 7. Juli 1943       | 23. November 1944 | 16. Juni 1955     |
| Spearhead | P263    | Cammell Laird | 18. August 1943    | 21. Dezember 1944 | 1. September 1967 |
| Spur      | P265(?) | Cammell Laird | 1. Oktober 1943    | 18. Februar 1945  | 1969              |
| Scorcher  | P258    | Cammell Laird | 14. Dezember 1943  | 16. März 1945     | 1962              |
| Sanguine  | P266    | Cammell Laird | 10. Januar 1944    | 13. Mai 1945      | 1969              |
| Saga      | P257    | Cammell Laird | 5. April 1944      | 14. Juni 1945     | 1969              |
| Seneschal | P255    | Scott’s       | 1. September 1943  | 6. September 1945 | 1960              |
| Sentinel  | P256    | Scott’s       | 15. November 1943  | 28. Dezember 1945 | 1962              |
| Springer  | P265(?) | Cammell Laird | 8. Mai 1944        | 2. August 1945    | 1972              |
| Sea Robin |         | Cammell Laird | Auftrag gestrichen |                   |                   |
| Sprightly |         | Cammell Laird | Auftrag gestrichen |                   |                   |
| Surface   |         | Cammell Laird | Auftrag gestrichen |                   |                   |
| Surge     |         | Cammell Laird | Auftrag gestrichen |                   |                   |